# Osmia ribifloris
Osmia ribifloris là một loài Hymenoptera trong họ Megachilidae. Loài này được Cockerell mô tả khoa học năm 1900.